# Begonia udisilvestris
Espèce
Synonymes
- Begonia salvadorensis Irmsch. ex Weberling[1]

Begonia udisilvestris est une espèce de plantes de la famille des Begoniaceae. Ce bégonia est originaire d'Amérique centrale. L'espèce fait partie de la section Parietoplacentalia. Elle a été décrite en 1919 par Casimir Pyrame de Candolle (1836-1918). L'épithète spécifique udisilvestris vient du latin udus, humide, et silvestris, forêt, et signifie donc « de forêt humide ».

## Répartition géographique
Cette espèce est originaire des pays suivants : Costa Rica ; Panama.